# Élections constituantes de 1945 en Saône-et-Loire
Les élections constituantes françaises de 1945 se déroulent le 21 octobre.

## Mode de scrutin
Les députés sont élus selon le système de représentation proportionnelle suivant la règle de la plus forte moyenne dans le département, sans panachage ni vote préférentiel. Il y a 586 sièges à pourvoir.
Dans le département de Saône-et-Loire, six députés sont à élire.

## Élus
Les six députés élus sont : 
| Identité                 | Parti | Parti |
| ------------------------ | ----- | ----- |
| Waldeck Rochet           |       | PCF   |
| François Mercier         |       | PCF   |
| Pierre Mazuez            |       | SFIO  |
| Louis Escande            |       | SFIO  |
| Patrice Bougrain-Dubourg |       | RI    |
| Roger Devemy             |       | MRP   |

## Résultats

### Résultats à l'échelle du département
| Parti          | Parti                                            | Tête de liste            | Résultats | Résultats | Sièges | Sièges |
| Parti          | Parti                                            | Tête de liste            | Voix      | %         |        |        |
| -------------- | ------------------------------------------------ | ------------------------ | --------- | --------- | ------ | ------ |
|                | Parti communiste français                        | Waldeck Rochet           | 77 113    | 31,67     | 2      |        |
|                | Section française de l'Internationale ouvrière   | Pierre Mazuez            | 56 138    | 23,05     | 2      |        |
|                | Républicains Indépendants                        | Patrice Bougrain-Dubourg | 39 404    | 16,18     | 1      |        |
|                | Mouvement républicain populaire                  | Roger Devemy             | 32 856    | 13,49     | 1      |        |
|                | Parti républicain, radical et radical-socialiste | Paul Devinat             | 17 451    | 7,17      | -      |        |
|                | Parti socialiste démocratique                    | Julien Satonnet          | 15 273    | 6,27      | -      |        |
|                | Résistance et de la renaissance française        | Vincent Bertheaud        | 5 276     | 2,17      | -      |        |
|                |                                                  |                          |           |           |        |        |
| Inscrits       | Inscrits                                         | Inscrits                 | 329 189   |           | 6      |        |
| Votants        | Votants                                          | Votants                  | 248 643   | 75,53     |        |        |
| Blancs et nuls | Blancs et nuls                                   | Blancs et nuls           | 5 132     | 2,06      |        |        |
| Exprimés       | Exprimés                                         | Exprimés                 | 243 511   | 97,94     |        |        |